# Morgonstierna
Morgonstierna, auch Märgonstiärna, deutsch: Morgenstern ist der Name eines erloschenen schwedischen Adelsgeschlechts.

## Geschichte
Der schwedische Major Olof Olofson wurde am 5. Dezember 1645 von Königin Christina  von Schweden unter dem Namen Morgenstierna nobilitiert. Als Dotation erhielt er die Güter Runsö, Lottesta in Södermanland sowie Svarthäll in Västmanland. 1647 wurde die Familie auf dem Ritterhaus introduziert (Nr. 339). Die Söhne des Geschlechts dienten sämtlich als Offiziere in der schwedischen Armee. Nach lediglich drei Generationen hat die Familie mit Johan Fredrik Morgenstierna († 1724), ihren Ausgang gefunden.
Das Geschlecht ist nicht zu verwechseln mit den 1755 nobilitierten norwegischen von Munthe af Morgenstierne. Ebenso wenig sind hier der schwedische Stabsoffizier Oberstleutnant Jochim Morgenstern, welcher 1659 beim Regiment Nr. 19 stand und 1661 pensioniert wurde, Fähnrich Christopher Morgenstern, welcher 1656 beim Regiment 208 und 1658 beim Regiment 230a bereits im Rang eines Kapitän stand oder Rittmeister Ernst Morgenstern, der schon 1650 beim Regiment Nr. 53 Dienst tat, zugehörig.

### Filiation
- Olof Olofsson, 1623–1655 schwedischer Offizier, zuletzt Regimentsquartiermeister, Herr auf Runsö, Lottesta und Rosendal, ⚭ Elizabeth Hund

- Gustaf
- Emerentia, ⚭ Antoni Rosenbröijer († 1656), schwedischer Kapitän; ⚭ 1659 Simon Mårtensson († 1667), Schatzmeister in Livland († 1667); ⚭ 1663 Peter Creimers, (* 1614; † 1699), schwedischer Generalmajor
- Brita, ⚭ George Crafoord (* 1609, † 1661), schwedischer Kapitän
- Daniel (* 1633; † 1701), 1654–1694 schwedischer Offizier, zuletzt Oberstleutnant, Herr auf Lottesta, Svarthäll und Kumla, ⚭ Anna Margareta Svinhufvud af Qvalstad († 1708/1709)

- Elizabeth († 1693), ⚭ 1681 Nils Djurklo (* 1641; † 1714), schwedischer Oberst
- Chris († 1697), schwedischer Leutnant, Herr auf Östjädra bei Dingtuna, ⚭ Anna Margareta Wudd

- John Frederick († 1724), 1709–1720 schwedischer Offizier, zuletzt Leutnant, musste nach starken Verletzungen, die er sich vor Helsingborg zuzog, dimittieren, Herr auf Svarthäll, ⚭ 1715 Margaret Planting-Gyllenbåga († vor 1738)

- Anna (* 1716)
- Anna Margaret (* 1716; † 1782), ⚭ 1735 Gabriel Robeck (* 1697; † 1760), schwedischer Leutnant
- Johanna Charlotta (* 1721; † 1772), ⚭ 1738 Henry Wahlberg (* 1698; † 1771), Leutnant und Leibtrabant

- Christina (* 1693), ⚭ NN Ollendorff
- Margaret (* 1696), ⚭ NN Holmdorff, Superintendent

- Daniel (* 1671; † 1697), schwedischer Leutnant
- Anna (* 1681; † 1751), ⚭ vor 1688 Carl Rothof (* 1661; † 1693), schwedischer Leutnant
- Anna Christina, ⚭ Christopher Meijbom (* ca. 1681; † 1733), schwedischer Hauptmann; ⚭ 1735 Erik Ekstedt, Geistlicher

## Wappen
Ein gold umrandeter Schild, darin in Blau zwei goldene Morgensterne an Stangen, schragenweise.

## Mutmaßliche braunschweigische Linie
Ebenso wie den kaschubisch-hinterpommerschen von Morgenstern gelegentlich eine schwedische Abstammung angedichtet wurde, besteht eine solche Abstammungslegende auch für eine gleichnamige Braunschweiger Offiziersfamilie. Diese kann zwar nicht sofort mit der gleichen Bestimmtheit wie für die erstgenannten zurückgewiesen werden, muss aber vermutlich dennoch mindestens als unsicher angesehen werden.
Die in Hameln geborenen Brüder Carl Friedrich Morgenstern (* 1734; † ca. 1798) und Johann Carl Morgenstern (* 1739; † 1787) nahmen als Offiziere im Braunschweiger Kontingent unter General Riedesel am Amerikanischen Unabhängigkeitskrieg teil. Die Söhne des erstgenannten, Major Friedrich Morgenstern (* 1786; † 1855) und Oberst Franz Morgenstern (* 1787; † 1869) dienten in den Koalitions- und Befreiungskriegen. Diese beiden bedienten sich teilweise, jedenfalls unbeanstandet des Adelsprädikats und werden auch in der Literatur teilweise als adlig geführt. Die Tochter, wiederum des erstgenannten, Auguste von Morgenstern († nach 1869) war von 1840 bis 1847 mit Wolfgang Robert Griepenkerl vermählt und wohl auch die letzte Angehörige ihrer Familie.